# Helbirga av Österrike
Helbirga av Österrike, död 1142, var en hertiginna av Böhmen, gift med hertig Borivoj II av Böhmen. Hon var dotter till markgreve Leopold II av Österrike och Ida av Formbach-Ratelnberg. Vigseln ägde rum den 10 oktober 1100. Hon fick sex barn under äktenskapet. När Borivoj II avsattes år 1120 och bosatte sig i Ungern flyttade Helbirga tillbaka till Österrike. Vid slutet av sitt liv levde hon i klostret Göttweig. 